# Pavonia cracens
Pavonia cracens är en malvaväxtart som beskrevs av P.A. Fryxell och G.L. Esteves. Pavonia cracens ingår i släktet påfågelsmalvor, och familjen malvaväxter. Inga underarter finns listade i Catalogue of Life.